# 13. karabinjerski polk »Friuli-Venezia Giulia«
13. karabinjerski polk »Friuli-Venezia Giulia« (izvirno italijansko 13º Reggimento Carabinieri »Friuli Venezia Giulia«) je specialna enota Korpusa karabinjerjev. 
Polk je nastanjen v Gorici in pripada 2. mobilni brigadi karabinjerjev.

## Zgodovina
Polk je bil ustanovljen 21. decembra 1940 z osebja Teritorialne legije karabinjerjev (Bologna) in razpuščenega 13. mobilnega karabinjerskega bataljona. Ob italijanski kapitulaciji leta 1943 je bil polk razpuščen.
6. avgusta 1947 je bil polk (samo v moči bataljona) ponovno ustanovljen zaradi napetosti s Socialistična federativna republika Jugoslavija; primarna naloga polka/bataljona (poimenovan Mobilni karabinjerski bataljona Gorica) je tako bilo zavarovanje državne meje pri Gorici. 
12. novembra 1976 je enota prejela vojno zastavo in 15. septembra 2001 je bila enota reorganizirana v polk.

## Organizacija
- 1. poveljniško-logistična četa
- 2. operativna četa
- 3. operativna četa
- 4. operativna četa